# Polul Sud al Lunii

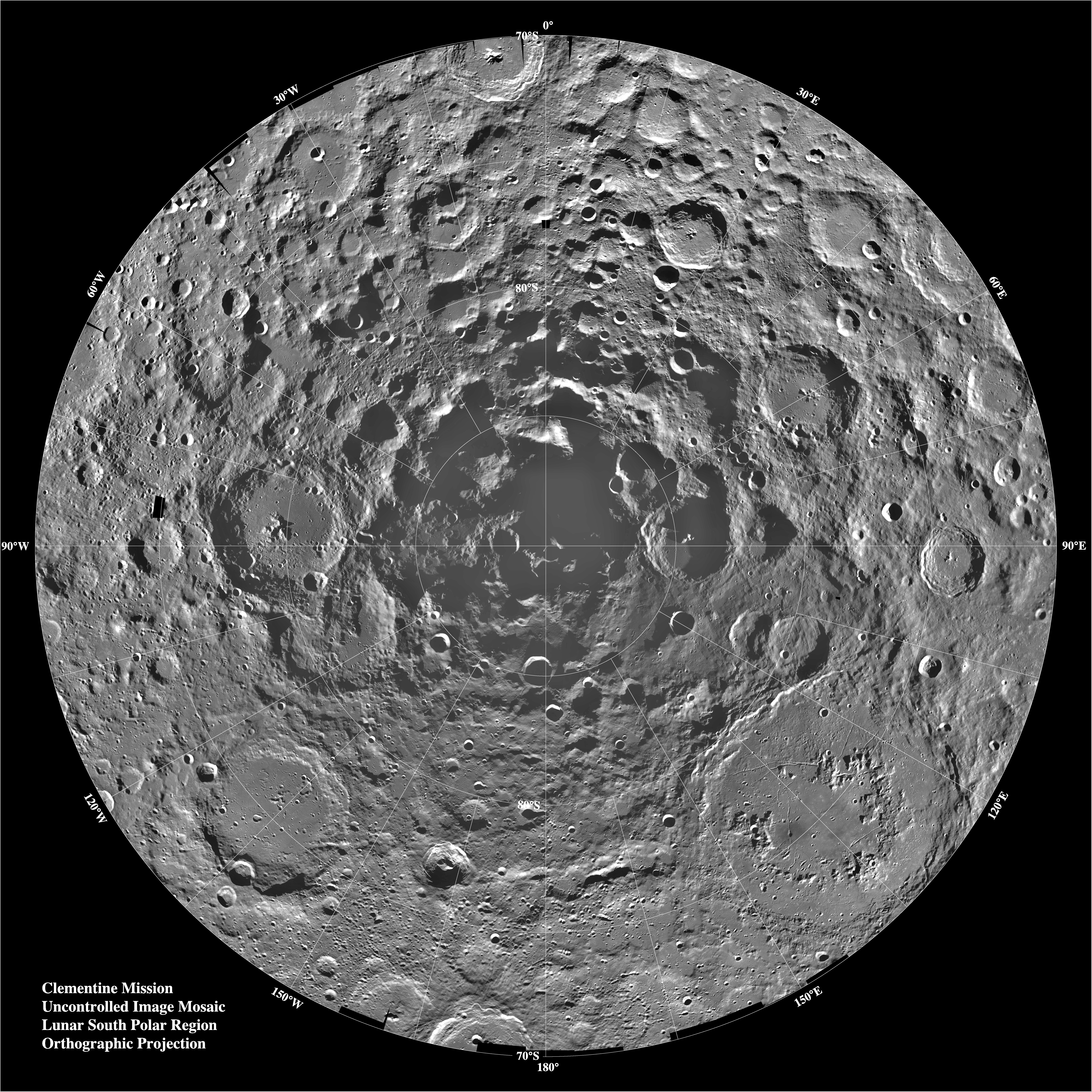
Regiunea selenară polară sudică fotografiată de sonda en.

Polul sud selenar prezintă un interes special pentru oamenii de știință, deoarece în zonă s-a găsit apă sub formă de gheață în craterele umbrite în permanență din jurul polului. Polul sud este de mai mare interes pentru că zonele care rămân în umbră permanentă sunt mult mai mari decât cele de la polul nord. La polul sud lunar sunt cratere unice în care lumina soarelui nu ajunge în partea de jos a lor. Aceste cratere sunt adevărate capcane de temperaturi foarte scăzute care conțin fosile ale sistemului solar timpuriu.

## Explorare

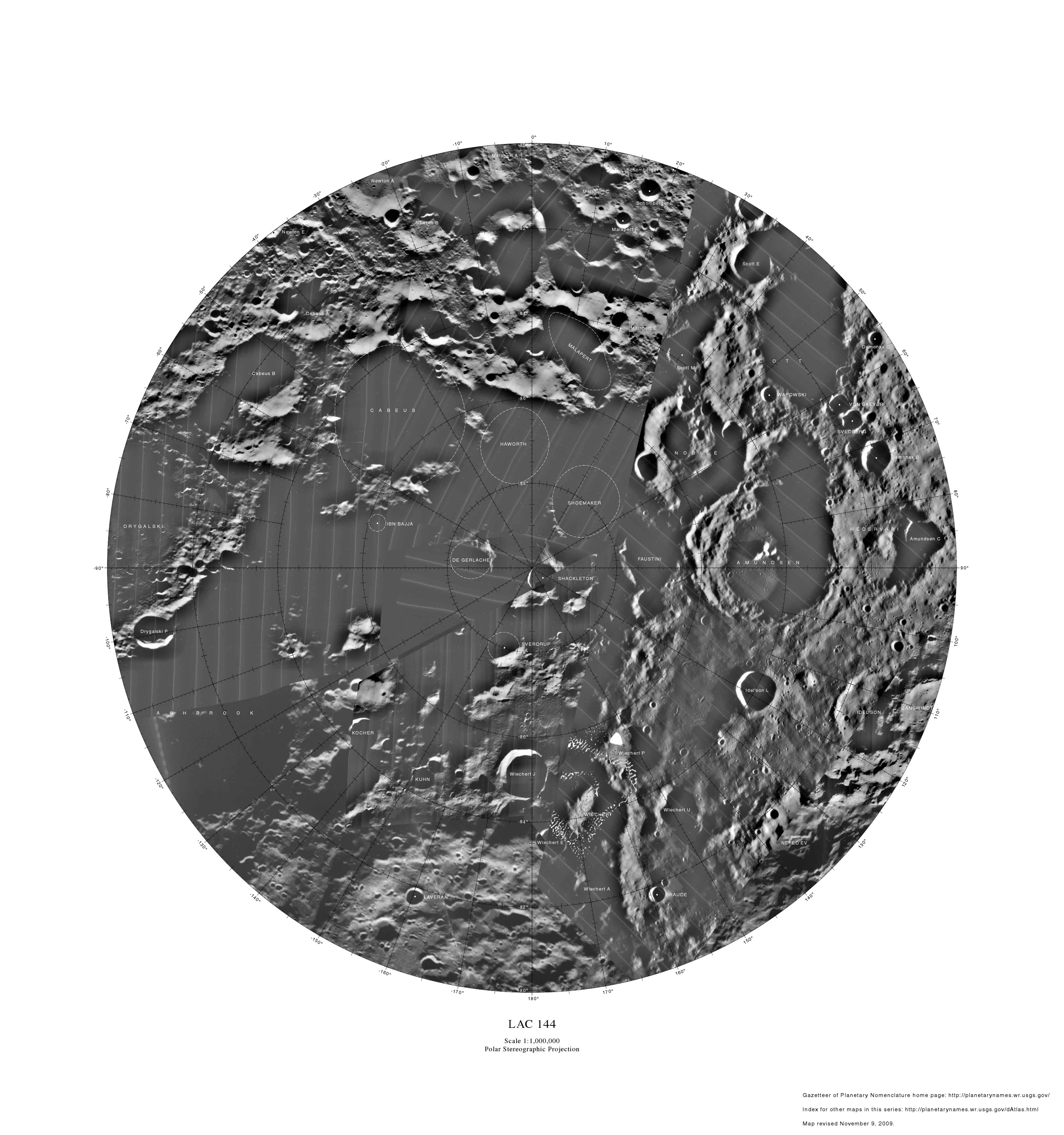
Harta regiunii polare sudice a lunii.

Nave din mai multe țări au explorat regiunea de lângă polul sud al lunii. Studii ample au fost efectuate de Lunar Orbiter⁠(en)[traduceți], Clementine⁠(en)[traduceți], Lunar Prospector⁠(en)[traduceți], Lunar Reconnaissance Orbiter⁠(en)[traduceți], Kaguya, și Chandrayaan. Misiunea NASA LCROSS⁠(en)[traduceți] a găsit o cantitate însemnată de apă în zona craterului Cabeus.

### În viitor
Expedițiile de explorare planificate în viitor în regiunea sudică lunară includ o misiune privată organizată de Shackleton Energy Company⁠(en)[traduceți], nu mai devreme de 2016. Shackleton intenționează să aselenizeze un rover lunar⁠(en)[traduceți] robotic de explorare pentru a „identifica și caracteriza natura, compoziția și locațiile optime ale concentrațiilor de gheață din craterele de la polul nord și polul sud lunar".
Lunar Mission One este o misiune britanică fără pilot pe Lună, anunțată în noiembrie 2014 și planificată pentru 2024. Acesta va încerca să aselenizeze la polul sud al lunii, apoi să foreze în zonă cel puțin 20m adâncime și, eventual, chiar mai adânc, până la 100m. Acest lucru ar putea îmbunătăți în mod dramatic modul de înțelegere a compoziției lunii, istoria geologică și formarea ei, dezvăluind noi indicii despre începuturile Sistemului Solar. Misiunea este o încercare de a obține crowdfunding prin Kickstarter.

## Cratere

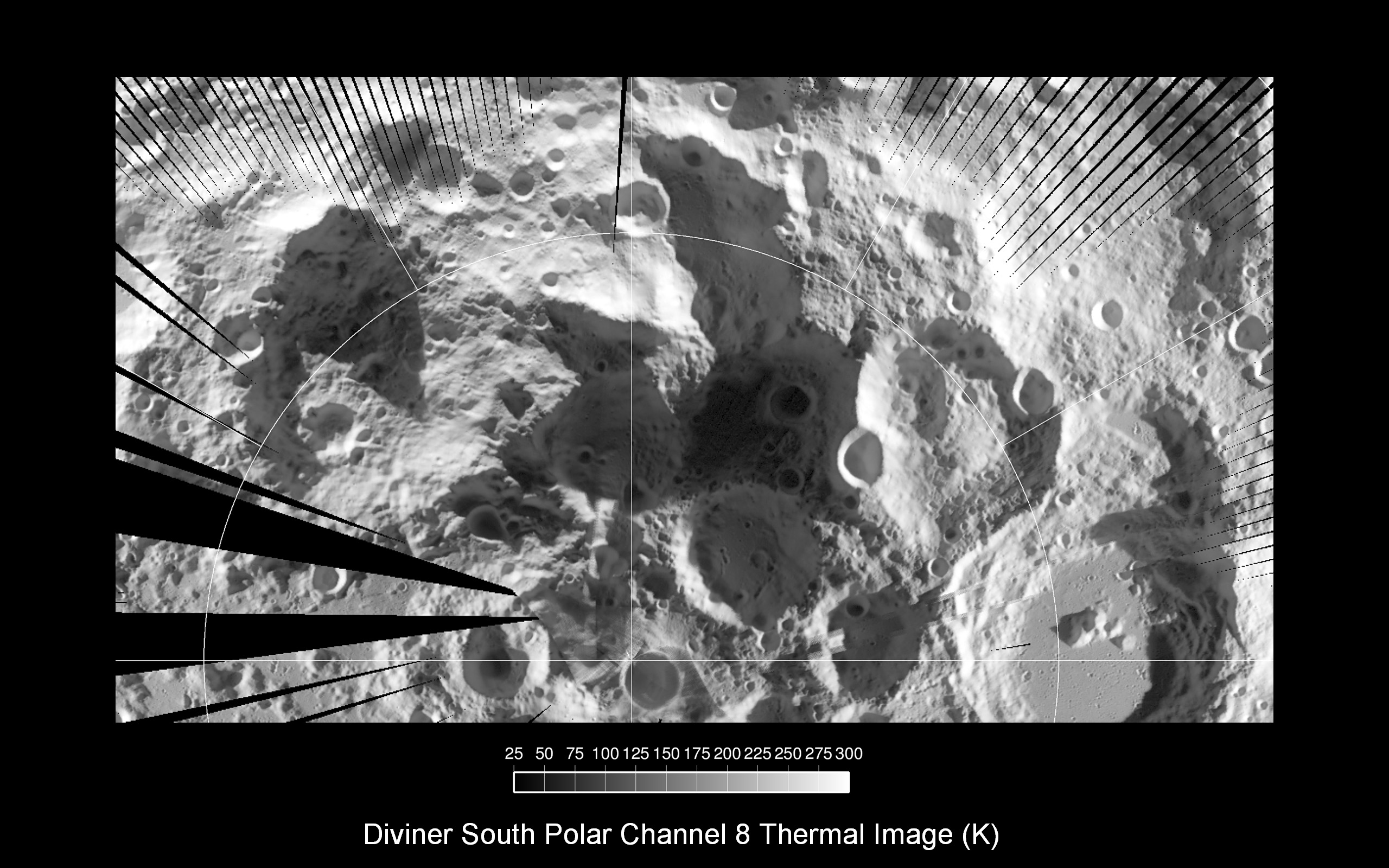
Regiunea polară sudică văzută de sonda en.

Axa de rotație a Lunii se află în craterul Shackleton. Ale cratere notabile mai apropiate de polul sud lunar sunt: De Gerlache, Sverdrup, Shoemaker, Faustini, Haworth, Nobile și Cabeus.